# Tycho Hedéns väg
Tycho Hedéns väg är en stor genomfartsled i östra Uppsala. Vägen, som är uppkallad efter Tycho Hedén, börjar vid Bärbyleden, Uppsalas norra förbifart, och går i sydostlig riktning till cirkulationsplatsen Gnistarondellen vid södra infarten. Vägsektionen är motorvägsliknande fyrfältsväg, men till skillnad från en motorväg finns ett flertal plankorsningar med trafiksignaler och även ett par cirkulationsplatser. Vägen utgjorde tidigare huvuddelen av E4 genom Uppsala och kunde då, särskilt i samband med storhelger, upplevas som en flaskhals i trafiken. E4-genomfarten har dock sedan 2006 ersatts med en motorväg som går i lite östligare läge strax utanför Uppsala.
En kortare motorvägssträcka leder trafiken från Tycho Hedéns väg och Kungsängsleden mellan Gnistarondellen och E4-motorvägen söderut. Anslutningen till E4:an, som inte möjliggör trafik från Uppsala norrut och vice versa, har avfartsnummer 186 men har också haft arbetsnamnet Trafikplats Säby. Den byggdes i samband med att motorvägen förlängdes norrut 2006.
Själva Tycho Hedéns väg är byggd i två olika etapper 1967 och 1972. Den norra delen är byggd 1967 men anslöt i norr till Svartbäcksgatan/Gävlevägen och i söder till Stålgatan, som då var E4:ans fortsättning söderut. 1972 förlängdes vägen söderut då motorvägen mellan Märsta och Uppsala samtidigt invigdes. Bärbyleden, som sedan 1995 anslöt till Tycho Hedéns vägs norra ände, förlängdes 2007 över dennas nordligaste del och vidare österut från den nybyggda Trafikplats Löten, vid von Bahrska häcken. Trafik mellan Tycho Hedéns väg och Bärbyledens östra del är inte möjlig vid denna trafikplats.

## Korsningar
|  |  | Namn              | Korsande gator och vägar                                                     |
|  |  | ----------------- | ---------------------------------------------------------------------------- |
|  |  | Trafikplats Löten | Bärbyleden (riksväg 55), endast trafik västerut/västerifrån                  |
|  |  |                   | Gamla Uppsalagatan                                                           |
|  |  |                   | Råbyvägen                                                                    |
|  |  |                   | Liljefors torg, Thunmansgatan, vänstersväng ej möjlig                        |
|  |  | Fyra mackar       | Vaksalagatan                                                                 |
|  |  |                   | Hjalmar Brantingsgatan                                                       |
|  |  |                   | Apelgatan, vänstersväng ej möjlig                                            |
|  |  |                   | Fålhagsleden                                                                 |
|  |  |                   | Plankorsning med Lennakatten                                                 |
|  |  |                   | Stålgatan                                                                    |
|  |  |                   | Rapsgatan                                                                    |
|  |  | Gnistarondellen   | Anslutning till E4, Almungevägen (länsväg 282), Kungsängsleden (länsväg 255) |